# Казаково (Марий Эл)
Казаково (мар. Кугу Пузо) — деревня в Сернурском районе Республики Марий Эл. Входит в состав Казанского сельского поселения.

## География
Находится в северо-восточной части республики Марий Эл на расстоянии приблизительно 19 км на север от районного центра посёлка Сернур.

## История
Известна с 1746 года, когда здесь проживали 60 мужчин, в 1764 году — 40 мужчин, мари. В 1885 году в починке (тогда Пузя-Казаково) в 13 дворах проживали 70 человек, русские. В 1925 году в деревне проживали 38 мари, 39 русских. В 1930 году числилось 58 человек, из них 25 мари и 33 русских. В 1941 году в 19 дворах проживали 46 человек. В 1996 году в 10 домах проживали 25 человек, в 2003 году оставалось 8 дворов. В советское время работали колхозы «Коммунар», имени Молотова, совхоз «Казанский».

## Население
Население составляло 26 человека (мари 73 %, русские 27 %) в 2002 году, 23 в 2010.